# William Henry Drake

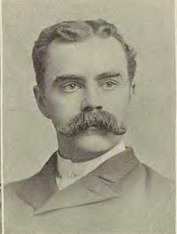
William Henry Drake, 1896

William Henry Drake (* 4. Juni 1856 in New York City; † 23. Januar 1926 in Los Angeles) war ein US-amerikanischer Maler und Illustrator, der für seine Tierdarstellungen und Illustrationen zu Rudyard Kiplings Das Dschungelbuch bekannt wurde.

## Leben
William Henry Drake wuchs in Cincinnati auf, wo er schon früh sein künstlerisches Talent entwickelte. Er studierte an der McMicken School of Design und spezialisierte sich auf Tierdarstellungen, insbesondere Löwen. 1882 zog er nach New York und verbrachte viel Zeit in den zoologischen Gärten des Central Park und der Bronx, um die Anatomie und das Verhalten der Tiere zu studieren. Aufgrund der begrenzten Absatzmöglichkeiten für Tiermotive arbeitete er zunächst als allgemeiner Illustrator. Von 1887 bis 1889 besuchte er die renommierte Académie Julian in Paris. In dieser Zeit bereiste er ganz Europa, um seinen künstlerischen Horizont zu erweitern. Drakes künstlerische Entwicklung wurde durch zahlreiche Reisen geprägt. 1893 unternahm er eine 10.000 Meilen lange Expedition nach Alaska, um die Wildnis zu skizzieren. Später reiste er zu den Santa Catalina Inseln, um Robben zu studieren.
Nach seiner Rückkehr arbeitete William Henry Drake als freier Künstler für Zeitschriften wie Century und Harper’s und spezialisierte sich auf Tierstudien, Stillleben und Landschaften. 1894 erhielt er den Auftrag, Kiplings Dschungelbuch zu illustrieren, was seinen Bekanntheitsgrad steigerte.
Seine Werke wurden vielfach ausgestellt und ausgezeichnet, unter anderem auf der Pariser Weltausstellung, im Salmagundi Club und von der American Watercolor Society. Zu seinen bekanntesten Gemälden gehören The First Born und The Royal Family. William Henry Drake erweiterte sein Motivspektrum und malte Landschaften, darunter 1913 das Gemälde eines hawaiianischen Vulkans. Es wird vermutet, dass dieses Werk während einer Weltreise entstand, die ihn von New York über Madeira und die Catalina Inseln nach Honolulu führte. 1915 stellte er 125 Aquarelle dieser Reise unter dem Titel Around the World in New York aus. Drake war Mitglied mehrerer angesehener Kunstvereinigungen, darunter die New York Art League, die American Watercolor Society, die New York Watercolor Society, der Salmagundi Club und die Artists’ Fund Society.
Am 23. Januar 1926 nahm sich William Henry Drake im Alter von 70 Jahren das Leben. Er schloss sich in einem Schrank in seinem Atelier ein und erstickte an Leuchtgas, das damals zur Beleuchtung von Lampen verwendet wurde.

## Werk

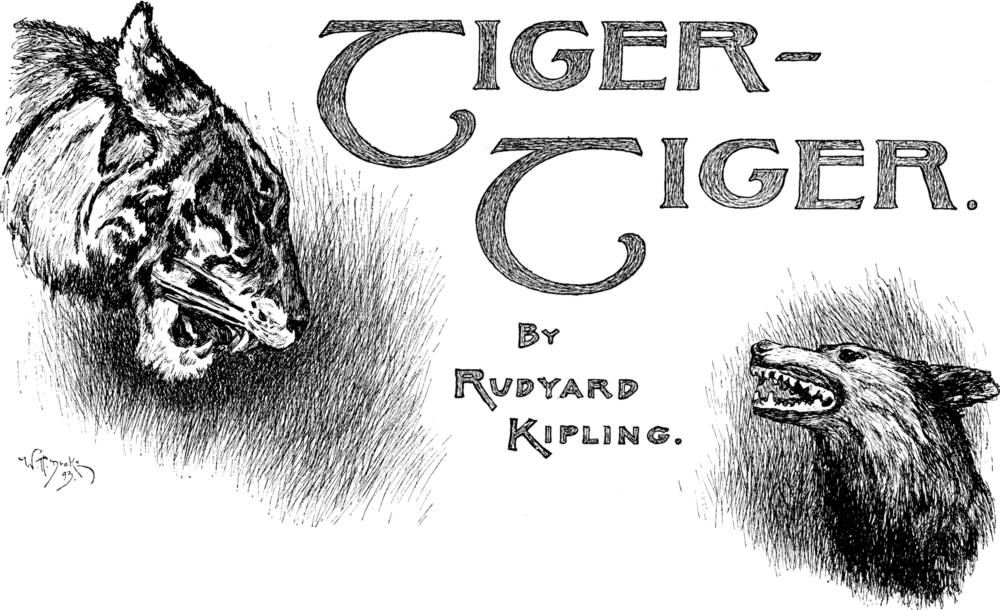
William Henry Drake, In: St. Nicholas Magazine, Februar, 1894. Rudyard Kipling: Tiger! Tiger!.

William Henry Drakes Werk zeichnet sich durch detaillierte und lebendige Darstellungen von Wildtieren, insbesondere von Großkatzen, aus. Seine Illustrationen zum Dschungelbuch zählen zu seinen bedeutendsten Werken. Neben Illustrationen malte er auch Landschaften und Stillleben.